# クサアジ
クサアジ（学名：Velifer hypselopterus）は、アカマンボウ目クサアジ科に属する魚類の一種。

## 分布
駿河湾、新潟以南、朝鮮及びマダガスカル沖に分布する。

## 特徴
全長45cm。色は緑または青がかった銀に側面に黒色の帯がある。

やや不明瞭ではあるが後頭部に眼径大の黒点が１つあるのも特徴。

体は著しく高い。背びれとしりびれが高く、基底も長い。

口は前下方に伸出できる。

地域により背鰭軟条数や臀鰭軟条数など大きな差があるので精査が必要。

## 利用
極めて稀に底引き網に入る。やや淡白だが白身で美味である。